# Lhotka (Přerovi járás)
Lhotka település Csehországban, Přerovi járásban. Lhotka Přerov, Kokory és Nelešovice településekkel határos. Lakosainak száma 71 fő (2024. január 1.).

## Népesség
A település lakosságának változását az alábbi diagram mutatja:
| Lakosok száma | 115  | 114  | 102  | 90   | 63   | 40   | 65   | 62   | 76   | 71   |
|               | 1869 | 1890 | 1921 | 1950 | 1980 | 2001 | 2017 | 2019 | 2022 | 2024 |